# گاردینگ
شهر گرادینگدر ایالت اشلسویگ-هل‌اشتاین در کشور آلمان واقع شده‌است.